# Харча
Харча (на арап. خرجة, на шп. jarcha што значи излаз, крај) је последња строфа од два, три, највише четири стиха арапске лирске песме мувашахе која датира из десетог века, а настаје на територији Ал-Андалуз, месту спајања и преклапања три културе: муслиманске, хришћанске и јеврејске. Као таква, харча је написана на давно ишчезлом дијалекту романског становништва у Ал-Андалузу који се назива мосарапски (mozárabe), мешавини романског и говорног арапског језика. Харче су на крају својих мувашахи писали учени песници арапског, а касније и јеврејског порекла, преузимајући их из фолклорне традиције народа Иберијског полуострва. Представљале су метричку и музичку основу тих композиција. Значај њиховог открића је непроцењив за историју шпанске књижевности, шире, књижевности на романским језицима, јер се до њега веровало да је Песма о Сиду (која датира из дванаестог века) прво дело шпанске националне књижевности, а такође, хронолошки настаје испред лирике Гијома Аквитанског (дванаести век), који се сматрао првим лирским песником на неком романском језику.

## Мувашаха
Мувашаха (на арап. موشح на шп. muwaššaha, muwaxaha, muwaschaha, muguasaja, moaxaja) је арапска лирска песма настала на територији Ал-Андалуза у десетом веку. За творца мувашахе сматра се Мукадам бен Муафа (Muccadam ben Muafa), са надимком Слепи (El Ciego), један од најзначајнијих арапско-андалузијских песника. У питању је строфична песма са најчешће пет строфа, у чијем су саставу обично кратки стихови. Састоји се из три дела- estribillo, mudanza, vuelta, са тим што estribillo и vuelta имају исту риму. За разлику од других песама које су писане на ученом арапском језику (нпр. касида), последња строфа мувашахе, харча, писана је на говорном арапском језику, или дијалекту романског становништва, мосарапском.

## Откриће харчи
Самјуел Миклош Штерн (Samuel Miklos Stern) је 1948. године објавио у часопису Ал-Андалуз студију о харчама на основу анализе пронађених мувашахи на хебрејском језику у једној синагоги у Каиру. Пронашао је композиције по узору на арапске, са последњом строфом на мосарапском дијалекту. Касније је пронашао и једну мувашаху на арапском језику. Поред њега, шпански научник Емилио Гарсија Гомез (Emilio García Gómez) бавиће се истим истраживањем и 1965. године објавити 56 нових текстова. До сада је откривено око стотину харчи, притом, нису све написане на романском дијалекту, има их и на арапском (говорном). Више истих харчи јавља се у различитим рукописима, а поједине харче се могу наћи као основа за различите мувашахе.

## Тематске и стилске одлике
Тематску основу харчи чини исповест заљубљене девојке која пати због одсуства драгог, љубоморе, неузвраћене љубави, итд. Она своја осећања исказује кроз једноставни, искрени, монолог пун лиризма, без компликованих стилских фигура. У овим строфама увек се обраћа неком свом саговорнику-најчешће мајци или сестри, а неретко и директно свом драгом који је одсутан. Доминантна осећања су туга, неспокој, чежња за драгим, разочарење… Ови елементи преплићу се са елементима традиционалне народне лирике на Иберијском полуострву- cantigas de amigo из галисијско-португалске песничке традиције и кастиљански виљансико обрађују већ поменуту тему: патњу девојке за драгим који је одсутан, уз лик повернице у облику мајке. Поред ове обраде љубавних тема, у харчама се јавља и сензуална, ласцивна обрада. Лик девојке је и даље доминантан, али сада је она та која ће организовати сусрет између ње и њеног драгог, отворено се подсмевати „чуварима” њене части, и говорити о љубави, па чак и страсти коју осећа. О амбијенту у којем се развија харча сазнаје се скоро ништа, не постоји повезаности са природом, тематска окосница је на нивоу осећања, и амбијент се задржава на унутрашњем свету девојке која пати. На нивоу стила, распрострањена је употреба екскламација (као огледало душе која пати), реторских питања, понављања. У употреби је архаични језик, романски, давно ишчезли, мосарапски дијалекат, или говорни арапски језик из десетог века. Арабизми су врло присутни у харчама, нарочито на крају стиха (претпоставља се, због риме). Даље на лексичком плану, у највећем броју случајева користи се арапска реч да означи вољеног (habib), док су речи типа љубав, пољубац, срце, усне… у већини случајева на романском дијалекту. Генерално, за представљање ласцивних осећања користио се арапски језик, док се патња представљала на романском.

## Версификација
Харче се најчешће јављају у облику строфе од четири стиха, али такође, присутне су и у облику дистиха, терцета, али и строфа између пет и осам стихова. Распоред риме варира-некада је парна, некад обгрљена, а некад нагомилана. Занимљиво је истаћи да је у осамдесет посто харчи у употреби консонантска рима, што је претежно одлика учене поезије. У контексту мувашахе, харча има исту риму као vuelta. Некада се римују арабизми из харчи са арабизмима из остатка мувашахе, али некада се римују и речи на мосарапском дијалекту.

## Примери
харча:
{{цитат|
-{Vayse meu corachón de mib.
Ya Rab, ¿si me tornarád?
¡Tan mal meu doler li-l-habib!
Enfermo yed, ¿cuánd sanarád?}-|}}
Превод на шпански:
{{цитат|
-{Mi corazón se va de mi.
Oh Dios, ¿acaso se me tornara?
!Tan fuerte mi dolor por el amado!
Enfermo está, ¿cuando sanará?}-|}}
харча на арапском:
{{цитат|
-{¡Tanto amare, tanto amare,
habib, tant amare!
Enfermeron olios nidios,
e dolen tan male.}-|}}
Превод на шпански:
{{цитат|
-{¡Tanto amar, tanto amar,
amado, tanto amar!
Enfermaron [mis] ojos brillantes
y duelen tanto.}-|}}